# GT World Challenge Europe Endurance Cup 2024
Navigation
Édition précédente Édition suivante
La Fanatec GT World Challenge Europe Endurance Cup 2024, sera la quatorzième saison de la GT World Challenge Europe Endurance Cup depuis sa création en 2011 sous le nom de Blancpain Endurance Series. La saison débutera le 7 avril sur le Circuit Paul Ricard et se terminera le 30 novembre sur le Circuit de la Corniche de Djeddah.

## Calendrier
Le calendrier provisoire a été dévoilé le 1er juillet 2023, lors de la conférence de presse annuelle des 24 Heures de Spa du SRO. Il comprend cinq manches.
| Rond | Course                       | Circuit                                                     | Date            |
| ---- | ---------------------------- | ----------------------------------------------------------- | --------------- |
| 1    | Circuit Paul Ricard 500 km   | Circuit Paul Ricard, Le Castellet, France                   | 6-7 avril       |
| 2    | CrowdStrike 24 heures de spa | Circuit de Spa-Francorchamps, Stavelot, Belgique            | 29-30 juin      |
| 3    | 3 heures du Nürburgring      | Nürburgring, Nürburg, Allemagne                             | 27-28 juillet   |
| 4    | 3 heures de Monza            | Autodromo Nazionale Monza, Monza, Italie                    | 21-22 septembre |
| 5    | Corniche de Djeddah 1000 Km  | Circuit de la corniche de Djeddah, Djeddah, Arabie Saoudite | 29-30 novembre  |

## Voitures
| Marque       | Modèle              | Moteur                        | Photo |
| ------------ | ------------------- | ----------------------------- | ----- |
| Aston Martin | Vantage AMR GT3 Evo | 4.0 V8 Bi-Turbo Borgwarner    |       |
| Audi         | R8 LMS GT3 Evo II   | 5.2 V10 585 cv                |       |
| BMW          | M4 GT3              | 3.0 l6 Bi-Turbo 590 cv        |       |
| Ferrari      | 296 GT3             | 3.0 V6 Bi-Turbo 600 cv        |       |
| Ford         | Mustang GT3         | 5.4 V8 Coyote                 |       |
| Lamborghini  | Huracán GT3 Evo 2   | 5.2 V10 640 cv                |       |
| McLaren      | 720S GT3 EVO        | 4.0 V8 Bi-Turbo               |       |
| Mercedes     | AMG GT3 Evo         | 6.3 V8 AMG 550 cv             |       |
| Porsche      | 911 GT3 R           | 4.2 6 cylindres à plat 565 cv |       |

## Liste des inscrits
| Drapeau de l'Allemagne | Rinaldi Racing    |
| Drapeau de l'Allemagne | Frikadelli Racing |

| Drapeau du Royaume-Uni | Century Motorsport   |
| Drapeau du Royaume-Uni | Paradine Competition |

| Drapeau de l'Allemagne | Rinaldi Racing    |
| Drapeau de l'Allemagne | Frikadelli Racing |

| Drapeau du Royaume-Uni | Century Motorsport   |
| Drapeau du Royaume-Uni | Paradine Competition |

| Icône | Classe     |
| ----- | ---------- |
| P     | Pro Cup    |
| g     | Gold Cup   |
| S     | Silver Cup |
| B     | Bronze Cup |
| PA    | Pro-Am Cup |

## Résultats des courses
Les caractères gras indiquent le vainqueur général
| Manche | Circuit           | Pole Position                                      | Overall Winners                            | Gold Winners                                                    | Silver Winners                                          | Bronze Winners                                      | Pro/Am Winners                                    | Report |
| ------ | ----------------- | -------------------------------------------------- | ------------------------------------------ | --------------------------------------------------------------- | ------------------------------------------------------- | --------------------------------------------------- | ------------------------------------------------- | ------ |
| 1      | Paul Ricard       | N°63 Iron Lynx                                     | N°998 ROWE Racing                          | N°25 Saintéloc Racing                                           | N°57 Winward Racing                                     | N°8 Kessel Racing                                   |                                                   |        |
| 1      | Paul Ricard       | Mirko Bortolotti Matteo Cairoli Andrea Caldarelli  | Augusto Farfus Dan Harper Max Hesse        | Paul Evrard Gilles Magnus Jim Pla                               | Daan Arrow Colin Caresani Tanart Sathienthirakul        | David Fumanelli Nicolò Rosi Niccolò Schirò          |                                                   |        |
| 2      | Spa-Francorchamps | N°163 GRT Grasser Racing Team                      | N°7Comtoyou Racing                         | N°777 AlManar Racing by GetSpeed                                | N°3 GetSpeed Performance                                | N°66 Tresor Attempto Racing                         | #4 CrowdStrike by Riley                           |        |
| 2      | Spa-Francorchamps | Marco Mapelli Jordan Pepper Franck Perera          | Mattia Drudi Marco Sørensen Nicki Thiim    | Al Faisal Al Zubair Dominik Baumann Philip Ellis Mikaël Grenier | Anthony Bartone James Kell Yannick Mettler Aaron Walker | Max Hofer Andrey Mukovoz Alexey Nesov Dylan Pereira | Colin Braun Nicky Catsburg Ian James George Kurtz |        |
| 3      | Nürburgring       | N°96 Rutronik Racing                               | N°163 GRT Grasser Racing Team              | N°25 Saintéloc Racing                                           | N°10 Boutsen VDS                                        | N°97 Rutronik Racing                                |                                                   |        |
| 3      | Nürburgring       | Julien Andlauer Sven Müller Patric Niederhauser    | Marco Mapelli Jordan Pepper Franck Perera  | Paul Evrard Gilles Magnus Jim Pla                               | César Gazeau Roee Meyuhas Aurélien Panis                | Dustin Blattner Loek Hartog Dennis Marschall        |                                                   |        |
| 4      | Monza             | N°51 AF Corse - Francorchamps Motors               | N°30 OQ by Oman Racing                     | N°77 Haupt Racing Team                                          | N°57 Winward Racing                                     | N°30 OQ by Oman Racing                              |                                                   |        |
| 4      | Monza             | Vincent Abril Alessandro Pier Guidi Alessio Rovera | Ahmad Al Harthy Sam De Haan Jens Klingmann | Michele Beretta Arjun Maini Jusuf Owega                         | Daan Arrow Colin Caresani Tanart Sathienthirakul        | Ahmad Al Harthy Sam De Haan Jens Klingmann          |                                                   |        |
| 5      | Djeddah           |                                                    |                                            |                                                                 |                                                         |                                                     |                                                   |        |
| 5      | Djeddah           |                                                    |                                            |                                                                 |                                                         |                                                     |                                                   |        |

## Classement du championnat
Système d'attribution des points
Les points sont attribués aux dix premières places de chaque course. Le poleman reçoit également un point et les participants doivent parcourir 75 % de la distance de course de la voiture gagnante pour être classés et gagner des points. Les pilotes individuels doivent conduire pendant au moins 25 minutes pour gagner des points de championnat dans n'importe quelle course.
Points pour le Paul Ricard, Nürburgring et Monza
| Position | 1er | 2ème | 3ème | 4ème | 5ème | 6ème | 7ème | 8ème | 9ème | 10ème | Pole |
| Points   | 25  | 18   | 15   | 12   | 10   | 8    | 6    | 4    | 2    | 1     | 1    |

Points pour Djeddah
| Position | 1er | 2ème | 3ème | 4ème | 5ème | 6ème | 7ème | 8ème | 9ème | 10ème | Pole |
| Points   | 33  | 24   | 19   | 15   | 12   | 9    | 6    | 4    | 2    | 1     | 1    |

Points aux 24 Heures de SPA
Les points sont attribués après six heures, après douze heures et à l'arrivée.
| Position                  | 1er | 2ème | 3ème | 4ème | 5ème | 6ème | 7ème | 8ème | 9ème | 10ème | Pole |
| Points après 6 h/12 h     | 12  | 9    | 7    | 6    | 5    | 4    | 3    | 2    | 1    | 0     | 1    |
| Points aux terme des 24 h | 25  | 18   | 15   | 12   | 10   | 8    | 6    | 4    | 2    | 1     | 1    |

### Championnat pilote

#### Général
| Pos. | Pilote                                                          | Équipe                           | LEC | SPA | SPA  | SPA  | NÜR  | MNZ | JED | Points |
| Pos. | Pilote                                                          | Équipe                           | LEC | 6 h | 12 h | 24 h | NÜR  | MNZ | JED | Points |
| ---- | --------------------------------------------------------------- | -------------------------------- | --- | --- | ---- | ---- | ---- | --- | --- | ------ |
| 1    | Mattia Drudi Marco Sørensen Nicki Thiim                         | Comtoyou Racing                  | 7   | 1   | 7    | 1    | 6    | DNF |     | 54     |
| 2    | Alessandro Pier Guidi Alessio Rovera                            | AF Corse - Francorchamps Motors  | 9   | 5   | 4    | 2    | 8    | 3PF |     | 51     |
| 3    | Alex Aka Ricardo Feller Christopher Haase                       | Tresor Attempto Racing           | 6   | 3   | 1    | 12   | 4    | 4   |     | 51     |
| 4    | Marco Mapelli Franck Perera                                     | GRT Grasser Racing Team          | 11  | 17  | 8    | 5PF  | 1    | 10  |     | 38     |
| 4    | Jordan Pepper                                                   | GRT Grasser Racing Team          |     | 17  | 8    | 5PF  | 1    | 10  |     | 38     |
| 5    | Augusto Farfus Dan Harper Max Hesse                             | ROWE Racing                      | 1F  | 7   | 17   | 6    | 11   | 27  |     | 36     |
| 6    | Davide Rigon                                                    | AF Corse - Francorchamps Motors  | 9   | 5   | 4    | 2    | 8    |     |     | 35     |
| 7    | Sheldon van der Linde Dries Vanthoor Charles Weerts             | Team WRT                         | DNF | 15  | 16   | 3    | 44   | 2   |     | 33     |
| 8    | Ahmad Al Harthy Sam De Haan Jens Klingmann                      | OQ by Oman Racing                | 27  | 43  | 34   | DNF  | 35   | 1   |     | 25     |
| 9    | Thomas Drouet Maximilian Götz                                   | Boutsen VDS                      | 16  | 2   | 9    | 18   | 7    | 6   |     | 24     |
| 10   | Raffaele Marciello Maxime Martin Valentino Rossi                | Team WRT                         | 4   | 28  | 10   | 24   | 18   | 5   |     | 22     |
| 11   | Mirko Bortolotti                                                | Iron Lynx                        | 2P  | 57† | DNF  | DNF  | 9    | 18  |     | 21     |
| 11   | Matteo Cairoli Andrea Caldarelli                                | Iron Lynx                        | 2P  | 57† | DNF  | DNF  | 9    |     |     | 21     |
| 12   | Jules Gounon Fabian Schiller Luca Stolz                         | Mercedes-AMG Team GetSpeed       | 3   | 24  | 5    | DNF  | 12   | DNF |     | 20     |
| 13   | Dorian Boccolacci Ayhancan Güven                                | Schumacher CLRT                  | 14  | 58† | DNF  | DNF  | 2    | DNF |     | 18     |
| 13   | Laurin Heinrich                                                 | Schumacher CLRT                  | 14  | 58† | DNF  | DNF  | 2    |     |     | 18     |
| 14   | Vincent Abril                                                   | AF Corse - Francorchamps Motors  | 17  | 13  | 22   | DNF  | 10   | 3PF |     | 17     |
| 15   | Lucas Auer Maro Engel Daniel Morad                              | Mercedes-AMG Team Mann-Filter    | 45† | 10  | 35   | DNF  | 3F   | 16  |     | 15     |
| 16   | Julien Andlauer Sven Müller Patric Niederhauser                 | Rutronik Racing                  | 5   | 38  | 25   | 9    | DNFP | 13  |     | 13     |
| 17   | Henrique Chaves David Pittard                                   | Walkenhorst Motorsport           | DNF | 16  | 15   | 4    | 13   | 23  |     | 12     |
| 17   | Ross Gunn                                                       | Walkenhorst Motorsport           | DNF | 16  | 15   | 4    | 13   |     |     | 12     |
| 18   | Klaus Bachler Alex Malykhin Joel Sturm                          | Pure Rxcing                      | 8   | 11  | 6    | DNF  | 20   | 8   |     | 8      |
| 19   | Philip Ellis                                                    | AlManar Racing by GetSpeed       |     | 30  | 23   | 7    |      |     |     | 12     |
| 19   | Philip Ellis                                                    | Boutsen VDS                      |     |     |      |      | 7    |     |     | 12     |
| 20   | Ulysse de Pauw                                                  | Boutsen VDS                      |     | 2   | 9    | 18   |      |     |     | 10     |
| 20   | Andrea Bertolini Jef Machiels Louis Machiels                    | AF Corse                         | 23  | 9   | 2    | 13   | 40   | DNF |     | 10     |
| 20   | Tommaso Mosca                                                   | AF Corse                         |     | 9   | 2    | 13   |      |     |     | 10     |
| 21   | Marco Wittmann                                                  | ROWE Racing                      | 12  | DNF | DNF  | DNF  | 5    | WD  |     | 10     |
| 21   | Philipp Eng Nick Yelloly                                        | ROWE Racing                      | 12  | DNF | DNF  | DNF  | 5    |     |     | 10     |
| 22   | Max Hofer Andrey Mukovoz                                        | Tresor Attempto Racing           | DNF | 29  | 3    | 10   | DNF  | 11  |     | 8      |
| 22   | Dylan Pereira                                                   | Tresor Attempto Racing           | DNF | 29  | 3    | 10   | DNF  |     |     | 8      |
| 22   | Alexey Nesov                                                    | Tresor Attempto Racing           |     | 29  | 3    | 10   |      |     |     | 8      |
| 23   | Sergio Sette Camara                                             | Boutsen VDS                      |     |     |      |      |      | 6   |     | 8      |
| 24   | Eddie Cheever III Chris Froggatt Jonathan Hui                   | Sky – Tempesta Racing            | 25  | 4   | 12   | 16   | 33   | 12  |     | 6      |
| 24   | Lilou Wadoux                                                    | Sky – Tempesta Racing            |     | 4   | 12   | 16   |      |     |     | 6      |
| 25   | Al Faisal Al Zubair Dominik Baumann                             | AlManar Racing by GetSpeed       | 15  | 30  | 23   | 7    | 17   | DNF |     | 6      |
| 25   | Mikaël Grenier                                                  | AlManar Racing by GetSpeed       | 15  | 30  | 23   | 7    | 17   |     |     | 6      |
| 25   | Darren Leung Toby Sowery                                        | Century Motorsport               | 49† | 49  | 44   | 33   | 30   | 7   |     | 6      |
| 25   | Jake Dennis                                                     | Century Motorsport               | 49† |     |      |      | 30   | 7   |     | 6      |
| 26   | Joel Eriksson Jaxon Evans Thomas Preining                       | Phantom Global Racing            |     | 6   | 20   | 26   |      |     |     | 4      |
| 27   | Matt Campbell Mathieu Jaminet Frédéric Makowiecki               | SSR Herberth                     |     | 22  | 11   | 8    |      |     |     | 4      |
| 28   | Charles Clark Matisse Lismont                                   | Comtoyou Racing                  | 41  | 8   | 45   | 32   | 45   | 32  |     | 2      |
| 28   | Sam Dejonghe                                                    | Comtoyou Racing                  | 41  | 8   | 45   | 32   | 45   |     |     | 2      |
| 28   | Xavier Maassen                                                  | Comtoyou Racing                  |     | 8   | 45   | 32   |      |     |     | 2      |
| 29   | Daan Arrow Colin Caresani Tanart Sathienthirakul                | Winward Racing                   | 19  | 14  | 19   | 28   | 25   | 9   |     | 2      |
| 30   | Christopher Mies Dennis Olsen Frédéric Vervisch                 | Proton Competition               | 10  | 40  | 13   | 19   | 24   | 20  |     | 1      |
| 30   | Thomas Neubauer David Vidales                                   | AF Corse - Francorchamps Motors  | 17  | 13  | 22   | DNF  | 10   | 34  |     | 1      |
| –    | Tom Gamble Benjamin Goethe Dean MacDonald                       | Garage 59                        | DNF | 35  | 29   | 11   | 14   | 14  |     | 0      |
| –    | Christian Engelhart                                             | GRT Grasser Racing Team          | 11  |     |      |      |      |     |     | 0      |
| –    | Paul Evrard Gilles Magnus Jim Pla                               | Saintéloc Racing                 | 13  | 37  | 21   | 15   | 15   | 26  |     | 0      |
| –    | Patrick Kujala Gabriel Rindone Casper Stevenson                 | Barwell Motorsport               | 37  | 34  | 18   | 14   | 39   | 37† |     | 0      |
| –    | Mattia Michelotto                                               | Barwell Motorsport               |     | 34  | 18   | 14   |      |     |     | 0      |
| –    | Ugo de Wilde                                                    | Saintéloc Racing                 | 48† | 37  | 21   | 15   | 37   |     |     | 0      |
| –    | Adam Christodoulou                                              | Boutsen VDS                      | 16  |     |      |      |      |     |     | 0      |
| –    | Michele Beretta Arjun Maini Jusuf Owega                         | Haupt Racing Team                | 47  | 47  | 40   | 17   | 19   | 22  |     | 0      |
| –    | Romain Carton Arthur Rougier                                    | CSA Racing                       | 18  | 51  | 54†  | DNF  | 21   | 33  |     | 0      |
| –    | Adam Eteki                                                      | CSA Racing                       | 18  | 51  | 54†  | DNF  |      |     |     | 0      |
| –    | Steven Palette                                                  | CSA Racing                       |     | 51  | 54†  | DNF  |      |     |     | 0      |
| –    | Kobe Pauwels Job van Uitert John de Wilde                       | Comtoyou Racing                  | 24  | 18  | 33   | 20   | DNF  |     |     | 0      |
| –    | Dante Rappange                                                  | Comtoyou Racing                  |     | 18  | 33   | 20   |      |     |     | 0      |
| –    | David Fumanelli Nicolò Rosi Niccolò Schirò                      | Kessel Racing                    | 20  | 39  | 27   | 43†  |      | 21  |     | 0      |
| –    | Daniele Di Amato                                                | Kessel Racing                    |     | 39  | 27   | 43†  |      |     |     | 0      |
| –    | César Gazeau Roee Meyuhas Aurélien Panis                        | Boutsen VDS                      | 21  | 27  | 32   | 40   | 16   | DNF |     | 0      |
| –    | Sébastien Baud                                                  | Boutsen VDS                      |     | 27  | 32   | 40   |      |     |     | 0      |
| –    | Rob Bell Ollie Millroy Mark Radcliffe                           | Optimum Motorsport               | DNF | 25  | 37   | 21   |      |     |     | 0      |
| –    | Fran Rueda                                                      | Optimum Motorsport               |     | 25  | 37   | 21   |      |     |     | 0      |
| –    | Tom Kalender                                                    | Madpanda Motorsport              |     |     |      |      | 32   |     |     | 0      |
| –    | Patrick Assenheimer Ezequiel Pérez Companc                      | Madpanda Motorsport              | 22  | 19  | 43   | 31   | 32   |     |     | 0      |
| –    | Alain Valente                                                   | Madpanda Motorsport              |     | 19  | 43   | 31   |      |     |     | 0      |
| –    | Karol Basz                                                      | Madpanda Motorsport              |     | 19  | 43   | 31   |      |     |     | 0      |
| –    | Karol Basz                                                      | Eastalent Racing                 |     |     |      |      | 26   |     |     | 0      |
| –    | Albert Costa Simon Reicher                                      | Eastalent Racing                 |     |     |      |      | 26   |     |     | 0      |
| –    | Antares Au Alexander Fach Alessio Picariello Martin Rump        | Lionspeed x Herberth             |     | 41  | 28   | 22   |      |     |     | 0      |
| –    | Shaun Balfe Ben Barnicoat Sam Neary Ruben del Sarte             | Optimum Motorsport               |     | 45  | 39   | 23   |      |     |     | 0      |
| –    | Anthony Bartone James Kell Yannick Mettler                      | GetSpeed                         | 39  | 33  | 14   | 25   | 41   | 35  |     | 0      |
| –    | Aaron Walker                                                    | GetSpeed                         |     | 33  | 14   | 25   |      |     |     | 0      |
| –    | Matt Bell John Hartshorne Ben Tuck                              | Kessel Racing                    | 26  | 54  | 49   | 45†  |      |     |     | 0      |
| –    | Chandler Hull                                                   | Kessel Racing                    |     | 54  | 49   | 45†  |      |     |     | 0      |
| –    | Marius Nakken                                                   | Dinamic GT                       | 42  | 21  | 24   | 27   |      |     |     | 0      |
| –    | Jop Rappange                                                    | Dinamic GT                       | 42  | 21  | 24   | 27   | 27   |     |     | 0      |
| –    | Théo Nouet                                                      | Dinamic GT                       |     | 21  | 24   | 27   | 27   |     |     | 0      |
| –    | Axel Blom                                                       | Dinamic GT                       |     | 21  | 24   | 27   |      |     |     | 0      |
| –    | Calan Williams                                                  | OQ by Oman Racing                |     | 43  | 34   | DNF  |      |     |     | 0      |
| –    | Ralf Bohn Robert Renauer Morris Schuring                        | Herberth Motorsport              | 28  | 32  | DNF  | DNF  | DNF  |     |     | 0      |
| –    | Alfred Renauer                                                  | Herberth Motorsport              |     | 32  | DNF  | DNF  |      |     |     | 0      |
| –    | Prince Jefri Ibrahim Martin Konrad Jordan Love Alexander Sims   | Triple Eight JMR                 |     | 52† | DNF  | DNF  |      |     |     | 0      |
| –    | Till Bechtolsheimer Antoine Doquin Sandy Mitchell               | Barwell Motorsport               | 29  | 42  | 50   | 35   | 29   |     |     | 0      |
| –    | Ricky Collard                                                   | Barwell Motorsport               |     | 42  | 50   | 35   |      |     |     | 0      |
| –    | Colin Braun Nicky Catsburg Ian James George Kurtz               | CrowdStrike by Riley             |     | 44  | 38   | 29   |      |     |     | 0      |
| –    | Lorenzo Ferrari Leonardo Moncini Lorenzo Patrese                | Tresor Attempto Racing           | 40  | 48  | 46   | 30   | 23   |     |     | 0      |
| –    | Glenn van Berlo                                                 | Tresor Attempto Racing           |     | 48  | 46   | 30   |      |     |     | 0      |
| –    | Florian Spengler                                                | Lionspeed GP                     | 30  |     |      |      |      |     |     | 0      |
| –    | Bastian Buus Patrick Kolb                                       | Lionspeed GP                     | 30  |     |      |      | 28   |     |     | 0      |
| –    | Michael Verhagen                                                | Lionspeed GP                     |     |     |      |      | 28   |     |     | 0      |
| –    | Dustin Blattner Loek Hartog Dennis Marschall                    | Rutronik Racing                  | 31  | DNF | DNF  | DNF  | 22   |     |     | 0      |
| –    | Zacharie Robichon                                               | Rutronik Racing                  |     | DNF | DNF  | DNF  |      |     |     | 0      |
| –    | Felipe Fernández Laser David Perel                              | Rinaldi Racing                   | 32  | DNF | DNF  | DNF  | 36   |     |     | 0      |
| –    | Christian Hook                                                  | Rinaldi Racing                   | 32  | DNF | DNF  | DNF  |      |     |     | 0      |
| –    | Fabrizio Crestani                                               | Rinaldi Racing                   |     | DNF | DNF  | DNF  |      |     |     | 0      |
| –    | Klaus Abbelen                                                   | Frikadelli Racing                |     |     |      |      | 36   |     |     | 0      |
| –    | Isa Al Khalifa Martin Kodrić Lewis Williamson                   | 2 Seas Motorsport                | 33  | 20  | 53   | 42   |      |     |     | 0      |
| –    | Frank Bird                                                      | 2 Seas Motorsport                |     | 20  | 53   | 42   |      |     |     | 0      |
| –    | Connor De Phillippi Pedro Ebrahim                               | Century Motorsport               |     | 49  | 44   | 33   |      |     |     | 0      |
| –    | Michael Blanchemain                                             | Saintéloc Racing                 |     |     |      |      | 37   |     |     | 0      |
| –    | Alban Varutti                                                   | Saintéloc Racing                 | 48† | 53  | 48   | 34   | 37   |     |     | 0      |
| –    | Ivan Klymenko                                                   | Saintéloc Racing                 | 48† | 53  | 48   | 34   |      |     |     | 0      |
| –    | Marcus Påverud Gilles Stadsbader                                | Saintéloc Racing                 |     | 53  | 48   | 34   |      |     |     | 0      |
| –    | Lorcan Hanafin Romain Leroux Maxime Robin                       | Walkenhorst Racing               | 34  | 26  | 30   | 44†  | DNF  |     |     | 0      |
| –    | Guilherme Oliveira                                              | Dinamic GT                       | 35  | DNF | DNF  | DNF  | 27   |     |     | 0      |
| –    | Marvin Dienst Philipp Sager                                     | Dinamic GT                       | 35  | DNF | DNF  | DNF  |      |     |     | 0      |
| –    | Tim Creswick Ben Green Mex Jansen                               | Walkenhorst Racing               | 36  | 23  | 31   | DNF  | 42   |     |     | 0      |
| –    | Bijoy Garg                                                      | Walkenhorst Racing               |     | 23  | 31   | DNF  |      |     |     | 0      |
| –    | Indy Dontje David Pun "Rio" Kevin Tse                           | Uno Racing Team with Landgraf    |     | 55  | 51   | 36   |      |     |     | 0      |
| –    | Hugo Cook                                                       | GRT Grasser Racing Team          | 44  | 50  | 47   | 37   |      |     |     | 0      |
| –    | Hugo Cook                                                       | CSA Racing                       |     |     |      |      | 21   | 33  |     | 0      |
| –    | Loris Cabirou                                                   | GRT Grasser Racing Team          |     |     |      |      | 31   |     |     | 0      |
| –    | Mateo Llarena Haytham Qarajouli                                 | GRT Grasser Racing Team          | 44  | 50  | 47   | 37   | 31   |     |     | 0      |
| –    | Baptiste Moulin                                                 | GRT Grasser Racing Team          |     | 50  | 47   | 37   |      |     |     | 0      |
| –    | James Cottingham                                                | Garage 59                        | 38  |     |      |      |      |     |     | 0      |
| –    | Louis Prette Adam Smalley                                       | Garage 59                        | 38  | 46  | 42   | 39   | 34   |     |     | 0      |
| –    | Miguel Ramos                                                    | Garage 59                        |     | 46  | 42   | 39   | 34   |     |     | 0      |
| –    | Marvin Kirchhöfer                                               | Garage 59                        |     | 46  | 42   | 39   |      |     |     | 0      |
| –    | Lewis Proctor                                                   | Garage 59                        | 43  |     |      |      |      |     |     | 0      |
| –    | Nicolai Kjærgaard Mark Sansom                                   | Garage 59                        | 43  | 56  | 52   | 38   | 43   |     |     | 0      |
| –    | Chris Salkeld                                                   | Garage 59                        |     | 56  | 52   | 38   | 43   |     |     | 0      |
| –    | James Baldwin                                                   | Garage 59                        |     | 56  | 52   | 38   |      |     |     | 0      |
| –    | Alex Buncombe Chris Buncombe Josh Caygill Jann Mardenborough    | Team RJN                         |     | 36  | 41   | 41   |      |     |     | 0      |
| –    | Christopher Zöchling                                            | Dinamic GT                       | 42  | DNF | DNF  | DNF  |      |     |     | 0      |
| –    | Nicolas Baert Esteban Muth Sebastian Øgaard                     | Comtoyou Racing                  | 46  | DNF | DNF  | DNF  |      |     |     | 0      |
| –    | Erwan Bastard                                                   | Comtoyou Racing                  |     | DNF | DNF  | DNF  |      |     |     | 0      |
| –    | Ralf Aron Daniel Juncadella Frederik Vesti                      | Mercedes-AMG Team GruppeM Racing |     | 12  | 36   | DNF  |      |     |     | 0      |
| –    | Simon Gachet Jan Heylen Dennis Lind                             | HAAS RT                          |     | 31  | 26   | DNF  |      |     |     | 0      |
| –    | Kévin Estre Patrick Pilet Laurens Vanthoor                      | HubAuto Racing                   |     | 59† | DNF  | DNF  |      |     |     | 0      |
| –    | Earl Bamber Adrian D'Silva Brendon Leitch Kerong Li             | Earl Bamber Motorsport           |     | DNF | DNF  | DNF  |      |     |     | 0      |
| –    | Julius Adomavičius Olivier Bertels Armand Fumal Brad Schumacher | HAAS RT                          |     | DNF | DNF  | DNF  |      |     |     | 0      |
| Pos. | Pilote                                                          | Équipe                           | LEC | SPA | SPA  | SPA  | NÜR  | MNZ | JED | Points |
| Pos. | Pilote                                                          | Équipe                           | LEC | 6 h | 12 h | 24 h | NÜR  | MNZ | JED | Points |

Remarques :
- † – Le participant n’a pas terminé la course, mais a été classé, car il a parcouru plus de 75 % de la distance de la course.

Gold Cup
| Pos. | Pilotes                                            | Équipe                     | LEC  | SPA | SPA  | SPA  | NÜR | MNZ | JED | Points |
| Pos. | Pilotes                                            | Équipe                     | LEC  | 6 h | 12 h | 24 h | NÜR | MNZ | JED | Points |
| ---- | -------------------------------------------------- | -------------------------- | ---- | --- | ---- | ---- | --- | --- | --- | ------ |
| 1    | Paul Evrard Gilles Magnus Jim Pla                  | Saintéloc Racing           | 13   | 37  | 21   | 15   | 15P |     |     | 89     |
| 2    | Al Faisal Al Zubair Dominik Baumann Mikaël Grenier | AlManar Racing by GetSpeed | 15PF | 30  | 23   | 7    | 17  |     |     | 80     |
| 3    | Michele Beretta Arjun Maini Jusuf Owega            | Haupt Racing Team          | 47   | 47  | 40   | 17   | 19  |     |     | 51     |
| 4    | Philip Ellis                                       | AlManar Racing by GetSpeed |      | 30  | 23   | 7    |     |     |     | 43     |
| 5    | Lorenzo Ferrari Leonardo Moncini Lorenzo Patrese   | Tresor Attempto Racing     | 40   | 48  | 46   | 30PF | 23  |     |     | 43     |
| 6    | Isa Al Khalifa Martin Kodrić Lewis Williamson      | 2 Seas Motorsport          | 33   | 20  | 53   | 42   |     |     |     | 39     |
| 7    | Ugo de Wilde                                       | Saintéloc Racing           |      | 37  | 21   | 15   |     |     |     | 38     |
| 8    | Romain Carton Arthur Rougier                       | CSA Racing                 | 18   | 51  | 54†  | Ret  | 21F |     |     | 35     |
| 9    | Frank Bird                                         | 2 Seas Motorsport          |      | 20  | 53   | 42   |     |     |     | 27     |
| 10   | Adam Eteki                                         | CSA Racing                 | 18   | 51  | 54†  | Ret  |     |     |     | 23     |
| 11   | Glenn van Berlo                                    | Tresor Attempto Racing     |      | 48  | 46   | 30PF |     |     |     | 23     |
| 12   | Hugo Cook                                          | CSA Racing                 |      |     |      |      | 21F |     |     | 12     |
| 13   | Steven Palette                                     | CSA Racing                 |      | 51  | 54†  | Ret  |     |     |     | 8      |
| Pos. | Pilotes                                            | Équipe                     | LEC  | SPA | SPA  | SPA  | NÜR | MNZ | JED | Points |
| Pos. | Pilotes                                            | Équipe                     | LEC  | 6 h | 12 h | 24 h | NÜR | MNZ | JED | Points |

Silver Cup
| Pos. | Pilotes                                                       | Équipe                  | LEC | SPA | SPA  | SPA  | NÜR | MNZ | JED | Points |
| Pos. | Pilotes                                                       | Équipe                  | LEC | 6 h | 12 h | 24 h | NÜR | MNZ | JED | Points |
| ---- | ------------------------------------------------------------- | ----------------------- | --- | --- | ---- | ---- | --- | --- | --- | ------ |
| 1    | Daan Arrow Colin Caresani Tanart Sathienthirakul              | Winward Racing          | 19F | 14  | 19   | 28PF | 25F |     |     | 77     |
| 2    | César Gazeau Roee Meyuhas Aurélien Panis                      | Boutsen VDS             | 21  | 27  | 32   | 40   | 16P |     |     | 57     |
| 3    | Anthony Bartone James Kell Yannick Mettler                    | GetSpeed                | 39  | 33  | 14   | 25   | 41  |     |     | 56     |
| 4    | Jop Rappange                                                  | Dinamic GT              | 42  | 21  | 24   | 27   | 27  |     |     | 52     |
| 5    | Patrick Assenheimer Ezequiel Pérez Companc                    | Madpanda Motorsport     | 22P | 19  | 43   | 31   | 32  |     |     | 49     |
| 6    | Théo Nouet                                                    | Dinamic GT              |     | 21  | 24   | 27   | 27  |     |     | 46     |
| 7    | Aaron Walker                                                  | GetSpeed                |     | 33  | 14   | 25   |     |     |     | 40     |
| 8    | Charles Clark [[Sam Dejonghe\| Sam Dejonghe]] Matisse Lismont | Comtoyou Racing         | 41  | 8   | 45   | 32   | 45  |     |     | 37     |
| 9    | Marius Nakken                                                 | Dinamic GT              | 42  | 21  | 24   | 27   |     |     |     | 37     |
| 10   | Axel Blom                                                     | Dinamic GT              |     | 21  | 24   | 27   |     |     |     | 31     |
| 11   | Mateo Llarena Haytham Qarajouli                               | GRT Grasser Racing Team | 44  | 50  | 47   | 37   | 31  |     |     | 26     |
| 12   | Xavier Maassen                                                | Comtoyou Racing         |     | 8   | 45   | 32   |     |     |     | 25     |
| 13   | Lorcan Hanafin Romain Leroux Maxime Robin                     | Walkenhorst Racing      | 34  | 26  | 30   | 44†  | Ret |     |     | 25     |
| 14   | Karol Basz Alain Valente                                      | Madpanda Motorsport     |     | 19  | 43   | 31   |     |     |     | 23     |
| 15   | Guilherme Oliveira                                            | Dinamic GT              |     |     |      |      | 27  |     |     | 15     |
| 16   | Hugo Cook                                                     | GRT Grasser Racing Team | 44  | 50  | 47   | 37   |     |     |     | 14     |
| 17   | Sébastien Baud                                                | Boutsen VDS             |     | 27  | 32   | 40   |     |     |     | 13     |
| 18   | Loris Cabirou                                                 | GRT Grasser Racing Team |     |     |      |      | 31  |     |     | 12     |
| 19   | Ivan Klymenko Alban Varutti                                   | Saintéloc Racing        | 48† | 53  | 48   | 34   |     |     |     | 11     |
| 20   | Tom Kalender                                                  | Madpanda Motorsport     |     |     |      |      | 32  |     |     | 10     |
| 21   | Marcus Påverud Gilles Stadsbader                              | Saintéloc Racing        |     | 53  | 48   | 34   |     |     |     | 10     |
| 22   | Baptiste Moulin                                               | GRT Grasser Racing Team |     | 50  | 47   | 37   |     |     |     | 10     |
| 23   | Nicolas Baert Esteban Muth Sebastian Øgaard                   | Comtoyou Racing         | 46  | Ret | Ret  | Ret  | 38  |     |     | 10     |
| 24   | Christopher Zöchling                                          | Dinamic GT              | 42  |     |      |      |     |     |     | 6      |
| 25   | Ugo de Wilde                                                  | Saintéloc Racing        | 48† |     |      |      |     |     |     | 1      |
| –    | Erwan Bastard                                                 | Comtoyou Racing         |     | Ret | Ret  | Ret  |     |     |     | 0      |
| Pos. | Pilotes                                                       | Équipes                 | LEC | SPA | SPA  | SPA  | NÜR | MNZ | JED | Points |
| Pos. | Pilotes                                                       | Équipes                 | LEC | 6 h | 12 h | 24 h | NÜR | MNZ | JED | Points |

Bronze Cup
| Pos. | Pilotes                                                  | Équipes                | LEC | SPA | SPA  | SPA  | NÜR | MNZ | JED | Points |
| Pos. | Pilotes                                                  | Équipes                | LEC | 6 h | 12 h | 24 h | NÜR | MNZ | JED | Points |
| ---- | -------------------------------------------------------- | ---------------------- | --- | --- | ---- | ---- | --- | --- | --- | ------ |
| 1    | Andrea Bertolini Jef Machiels Louis Machiels             | AF Corse               | 23  | 9   | 2    | 13F  | 40  |     |     | 57     |
| 2    | Eddie Cheever III Chris Froggatt Jonathan Hui            | Sky – Tempesta Racing  | 25  | 4   | 12   | 16   | 33  |     |     | 53     |
| 3    | Tommaso Mosca                                            | AF Corse               |     | 9   | 2    | 13F  |     |     |     | 39     |
| 4    | Max Hofer Andrey Mukovoz Dylan Pereira                   | Tresor Attempto Racing | Ret | 29  | 3    | 10   | Ret |     |     | 38     |
| 4    | Alexey Nesov                                             | Tresor Attempto Racing |     | 29  | 3    | 10   |     |     |     | 38     |
| 5    | Kobe Pauwels Job van Uitert John de Wilde                | Comtoyou Racing        | 24  | 18  | 33   | 20   | Ret |     |     | 34     |
| 6    | Lilou Wadoux                                             | Sky – Tempesta Racing  |     | 4   | 12   | 16   |     |     |     | 31     |
| 7    | David Fumanelli Nicolò Rosi Niccolò Schirò               | Kessel Racing          | 20  | 39  | 27   | 43†  |     |     |     | 31     |
| 8    | Dustin Blattner Loek Hartog Dennis Marschall             | Rutronik Racing        | 31  | Ret | Ret  | Ret  | 22P |     |     | 27     |
| 9    | Patrick Kujala Gabriel Rindone Casper Stevenson          | Barwell Motorsport     | 37  | 34  | 18   | 14   | 39  |     |     | 24     |
| 10   | Mattia Michelotto                                        | Barwell Motorsport     |     | 34  | 18   | 14   |     |     |     | 23     |
| 11   | Bastian Buus Patrick Kolb                                | Lionspeed GP           | 30  |     |      |      | 28  |     |     | 20     |
| 12   | Till Bechtolsheimer Antoine Doquin Sandy Mitchell        | Barwell Motorsport     | 29  | 42  | 50   | 35   | 29F |     |     | 20     |
| 13   | Dante Rappange                                           | Comtoyou Racing        |     | 18  | 33   | 20   |     |     |     | 19     |
| 14   | Michael Verhagen                                         | Lionspeed GP           |     |     |      |      | 28  |     |     | 18     |
| 15   | Ahmad Al Harthy Sam De Haan Jens Klingmann               | OQ by Oman Racing      | 27  | 43  | 34   | Ret  | 35  |     |     | 15     |
| 16   | Darren Leung Toby Sowery                                 | Century Motorsport     | 49† | 49  | 44   | 33   | 30  |     |     | 14     |
| 17   | Rob Bell Ollie Millroy Mark Radcliffe                    | Optimum Motorsport     | Ret | 25  | 37   | 21   |     |     |     | 13     |
| 17   | Fran Rueda                                               | Optimum Motorsport     |     | 25  | 37   | 21   |     |     |     | 13     |
| 18   | Jake Dennis                                              | Century Motorsport     | 49† |     |      |      | 30  |     |     | 12     |
| 19   | Matt Bell John Hartshorne Ben Tuck                       | Kessel Racing          | 26F | 54  | 49   | 45†  |     |     |     | 10     |
| 20   | Antares Au Alexander Fach Alessio Picariello Martin Rump | Lionspeed x Herberth   |     | 41  | 28   | 22   |     |     |     | 10     |
| 21   | Louis Prette Adam Smalley                                | Garage 59              | 38P | 46  | 42   | 39P  | 34  |     |     | 10     |
| 22   | Ralf Bohn Robert Renauer Morris Schuring                 | Herberth Motorsport    | 28  | 32  | Ret  | Ret  | DNS |     |     | 9      |
| 23   | Tim Creswick Ben Green Mex Jansen                        | Walkenhorst Racing     | 36  | 23  | 31   | Ret  | 42  |     |     | 9      |
| 23   | Bijoy Garg                                               | Walkenhorst Racing     |     | 23  | 31   | Ret  |     |     |     | 9      |
| 24   | Miguel Ramos                                             | Garage 59              |     | 46  | 42   | 39P  | 34  |     |     | 9      |
| 25   | Daniele Di Amato                                         | Kessel Racing          |     | 39  | 27   | 43†  |     |     |     | 6      |
| 26   | Shaun Balfe Ben Barnicoat Sam Neary Ruben del Sarte      | Optimum Motorsport     |     | 45  | 39   | 23   |     |     |     | 4      |
| 27   | Felipe Fernández Laser David Perel                       | Rinaldi Racing         | 32  | Ret | Ret  | Ret  | 36  |     |     | 4      |
| 27   | Klaus Abbelen                                            | Rinaldi Racing         |     |     |      |      | 36  |     |     | 4      |
| 28   | Alfred Renauer                                           | Herberth Motorsport    |     | 32  | Ret  | Ret  |     |     |     | 3      |
| 29   | Connor De Phillippi Pedro Ebrahim                        | Century Motorsport     |     | 49  | 44   | 33   |     |     |     | 2      |
| 30   | Florian Spengler                                         | Lionspeed GP           | 30  |     |      |      |     |     |     | 2      |
| 31   | Michael Blanchemain Alban Varutti Ugo de Wilde           | Saintéloc Racing       |     |     |      |      | 37  |     |     | 2      |
| 32   | Ricky Collard                                            | Barwell Motorsport     |     | 42  | 50   | 35   |     |     |     | 1      |
| 33   | Marvin Kirchhöfer                                        | Garage 59              |     | 46  | 42   | 39P  |     |     |     | 1      |
| 34   | James Cottingham                                         | Garage 59              | 38P |     |      |      |     |     |     | 1      |
| 35   | Calan Williams                                           | OQ by Oman Racing      |     | 43  | 34   | Ret  |     |     |     | 1      |
| –    | Christian Hook                                           | Rinaldi Racing         | 32  | Ret | Ret  | Ret  |     |     |     | 0      |
| –    | Lewis Proctor                                            | Garage 59              | 43  |     |      |      |     |     |     | 0      |
| –    | Nicolai Kjærgaard Mark Sansom                            | Garage 59              | 43  | 56  | 52   | 38   | 43  |     |     | 0      |
| –    | Chris Salkeld                                            | Garage 59              |     | 56  | 52   | 38   | 43  |     |     | 0      |
| –    | James Baldwin                                            | Garage 59              |     | 56  | 52   | 38   |     |     |     | 0      |
| –    | Marvin Dienst Guilherme Oliveira Philipp Sager           | Dinamic GT             | 35  | Ret | Ret  | Ret  |     |     |     | 0      |
| –    | Chandler Hull                                            | Kessel Racing          |     | 54  | 49   | 45†  |     |     |     | 0      |
| –    | Fabrizio Crestani                                        | Rinaldi Racing         |     | Ret | Ret  | Ret  |     |     |     | 0      |
| –    | Zacharie Robichon                                        | Rutronik Racing        |     | Ret | Ret  | Ret  |     |     |     | 0      |
| –    | Christopher Zöchling                                     | Dinamic GT             |     | Ret | Ret  | Ret  |     |     |     | 0      |
| Pos. | Pilotes                                                  | Équipes                | LEC | SPA | SPA  | SPA  | NÜR | MNZ | JED | Points |
| Pos. | Pilotes                                                  | Équipes                | LEC | 6 h | 12 h | 24 h | NÜR | MNZ | JED | Points |

### Classement équipes

#### Général
| Pos. | Équipes                         | LEC | SPA | SPA  | SPA  | NÜR | MNZ | JED | Points |
| Pos. | Équipes                         | LEC | 6 h | 12 h | 24 h | NÜR | MNZ | JED | Points |
| ---- | ------------------------------- | --- | --- | ---- | ---- | --- | --- | --- | ------ |
| 1    | ROWE Racing                     | 1   |     |      |      |     |     |     | 25     |
| 2    | Iron Lynx                       | 2   |     |      |      |     |     |     | 19     |
| 3    | Mercedes-AMG Team GetSpeed      | 3   |     |      |      |     |     |     | 15     |
| 4    | Team WRT                        | 4   |     |      |      |     |     |     | 12     |
| 5    | Rutronik Racing                 | 5   |     |      |      |     |     |     | 10     |
| 6    | Tresor Attempto Racing          | 6   |     |      |      |     |     |     | 8      |
| 7    | Comtoyou Racing                 | 7   |     |      |      |     |     |     | 6      |
| 8    | Pure Rxcing                     | 8   |     |      |      |     |     |     | 4      |
| 9    | AF Corse - Francorchamps Motors | 9   |     |      |      |     |     |     | 2      |
| 10   | Proton Competition              | 10  |     |      |      |     |     |     | 1      |

#### Gold Cup
| Pos. | Équipes                    | LEC | SPA | SPA  | SPA  | NÜR | MNZ | JED | Points |
| Pos. | Équipes                    | LEC | 6 h | 12 h | 24 h | NÜR | MNZ | JED | Points |
| ---- | -------------------------- | --- | --- | ---- | ---- | --- | --- | --- | ------ |
| 1    | Saintéloc Racing           | 13  |     |      |      |     |     |     | 25     |
| 2    | AlManar Racing by GetSpeed | 15  |     |      |      |     |     |     | 19     |
| 3    | CSA Racing                 | 18  |     |      |      |     |     |     | 15     |
| 4    | 2 Seas Motorsport          | 33  |     |      |      |     |     |     | 12     |
| 5    | Tresor Attempto Racing     | 40  |     |      |      |     |     |     | 10     |
| 6    | Haupt Racing Team          | 47  |     |      |      |     |     |     | 8      |
| 7    | Optimum Motorsport         | Ret |     |      |      |     |     |     | 0      |

#### Silver Cup
| Pos. | Équipes                 | LEC | SPA | SPA  | SPA  | NÜR | MNZ | JED | Points |
| Pos. | Équipes                 | LEC | 6 h | 12 h | 24 h | NÜR | MNZ | JED | Points |
| ---- | ----------------------- | --- | --- | ---- | ---- | --- | --- | --- | ------ |
| 1    | Winward Racing          | 19  |     |      |      |     |     |     | 25     |
| 2    | Boutsen VDS             | 21  |     |      |      |     |     |     | 18     |
| 3    | Madpanda Motorsport     | 22  |     |      |      |     |     |     | 16     |
| 4    | Walkenhorst Racing      | 34  |     |      |      |     |     |     | 12     |
| 5    | GetSpeed                | 39  |     |      |      |     |     |     | 10     |
| 6    | Comtoyou Racing         | 41  |     |      |      |     |     |     | 8      |
| 7    | Dinamic GT              | 42  |     |      |      |     |     |     | 6      |
| 8    | GRT Grasser Racing Team | 44  |     |      |      |     |     |     | 4      |
| 9    | Saintéloc Racing        | 48† |     |      |      |     |     |     | 2      |

#### Bronze Cup
| Pos. | Équipes                | LEC | SPA | SPA  | SPA  | NÜR | MNZ | JED | Points |
| Pos. | Équipes                | LEC | 6 h | 12 h | 24 h | NÜR | MNZ | JED | Points |
| ---- | ---------------------- | --- | --- | ---- | ---- | --- | --- | --- | ------ |
| 1    | Kessel Racing          | 20  |     |      |      |     |     |     | 25     |
| 2    | AF Corse               | 23  |     |      |      |     |     |     | 18     |
| 3    | Comtoyou Racing        | 24  |     |      |      |     |     |     | 15     |
| 4    | Sky – Tempesta Racing  | 25  |     |      |      |     |     |     | 12     |
| 5    | OQ by Oman Racing      | 27  |     |      |      |     |     |     | 10     |
| 6    | Herberth Motorsport    | 28  |     |      |      |     |     |     | 8      |
| 7    | Barwell Motorsport     | 29  |     |      |      |     |     |     | 6      |
| 8    | Lionspeed GP           | 30  |     |      |      |     |     |     | 4      |
| 9    | Rutronik Racing        | 31  |     |      |      |     |     |     | 2      |
| 10   | Rinaldi Racing         | 32  |     |      |      |     |     |     | 1      |
| 11   | Garage 59              | 38  |     |      |      |     |     |     | 1      |
| –    | Dinamic GT             | 35  |     |      |      |     |     |     | 0      |
| –    | Walkenhorst Racing     | 36  |     |      |      |     |     |     | 0      |
| –    | Century Motorsport     | 49† |     |      |      |     |     |     | 0      |
| –    | Tresor Attempto Racing | Ret |     |      |      |     |     |     | –      |

## Voir également
- Championnat GT britannique 2024
- GT World Challenge Europe 2024
- GT World Challenge Europe Sprint Cup 2024
- GT World Challenge Asie 2024
- GT World Challenge Amérique 2024
- GT World Challenge Australie 2024
- Intercontinental GT Challenge 2024

## Remarques
1. 1 2 3  Mukovoz is Russian, but he competes as a neutral competitor as Russian national emblems were banned by the FIA following the Russian invasion of Ukraine. Nesov and Petrov, also Russians, compete under a Kyrgyz and an Israeli licence respectively for the same reason.
2. 1 2  Car No. 333 entered as Rinaldi Racing at rounds 1–2 and 4, and as Frikadelli Racing at round 3.
3. 1 2  Car No. 991 entered as Century Motorsport at rounds 1–3, and as Paradine Competition at round 4.

1. ↑  Daniel Lloyd, « Endurance Cup to Stage 1000km Race in Saudi Arabia », sportscar365.com, John Dagys Media,‎ 1er juillet 2023 (lire en ligne, consulté le 1er juillet 2023)
2. ↑  Hugo Quintal, « BMW M4 GT3 (2021) : plus puissante, plus maniable et plus "économique" que la M6 GT3 », sur www.turbo.fr, 3 juin 2021 (consulté le 1er octobre 2024)
3. ↑  (en) Ferrari, « FERRARI 296 GT3 », sur www.ferrari.com (consulté le 1er octobre 2024)
4. ↑  Tom Trichereau, « Lamborghini présente sa nouvelle Huracán GT3 EVO2 », sur www.autohebdo.fr, 3 mai 2022 (consulté le 1er octobre 2024)
5. ↑  Turbo, « McLaren présente sa nouvelle pistarde, la 720S GT3 EVO », sur www.turbo.fr, 1er octobre 2024 (consulté le 1er octobre 2024)
6. 1 2 3 4 5 6 7 8 9 10  « Fanatec GT World Challenge Europe Powered by AWS reveals 2024 entry lists featuring nine full-season manufacturers », sur gt-world-challenge-europe.com, SRO Motorsports Group, 27 février 2024 (consulté le 27 février 2024)
7. 1 2 3 4 5 6 7 8 9 10 11 12  (it) « GTWC Europe – Le prime opzioni Mercedes con AlManar, GetSpeed e Boutsen VDS », sur Italian-Endurance.com, 1er mars 2024 (consulté le 1er mars 2024)
8. 1 2 3 4 5 6 7 8 9 10 11 12 13 14 15 16 17 18 19 20 21 22 23 24 25 26 27 28 29 30 31 32 33 34 35 36 37 38 39 40 41 42 43 44 45 46 47 48 49 50  « CrowdStrike 24 Hours of Spa presents sensational 67-car entry list for centenary edition », SRO Motorsports Group,‎ 21 mai 2024 (lire en ligne, consulté le 21 mai 2024)
9. 1 2 3 4 5 6 7 8 9  « Everything to play for as Endurance Cup battle resumes at historic Monza », sur gt-world-challenge-europe.com, SRO Motorsports Group, 13 septembre 2024 (consulté le 13 septembre 2024)
10. 1 2 3 4 5  Graham Goodwin, « Crowdstrike by Riley Confirm 2024 Spa 24 Hours Line-Up », sur Dailysportscar, 15 mai 2024 (consulté le 15 mai 2024)
11. 1 2 3 4  « Optimum confirms all-British crew for Bronze Cup assault », sur gt-world-challenge-europe.com, SRO Motorsports Group, 6 mars 2024 (consulté le 6 mars 2024)
12. 1 2 3 4 5 6 7 8 9 10 11 12 13 14 15  Stephen Kilbey, « Revised 67-Car Entry List For Spa 24 Published », sur Dailysportscar, 21 juin 2024 (consulté le 21 juin 2024)
13. ↑  Davey Euwema, « Comtoyou Switches to Aston Martin Starting in 2024 », John Dagys Media,‎ 30 septembre 2023 (lire en ligne, consulté le 30 septembre 2023)
14. 1 2 3  Jamie Klein, « Comtoyou Announces All-Aston Factory Driver Lineup », John Dagys Media,‎ 22 février 2024 (lire en ligne, consulté le 22 février 2024)
15. 1 2 3  Davey Euwema, « Van Uitert to Make GT3 Debut with Comtoyou », sur Sportscar365, John Dagys Media, 2 avril 2024 (consulté le 2 avril 2024)
16. 1 2 3 4 5 6  « Comtoyou Racing remanie ses équipages pour Monza (GTWC Europe) », sur Endurance-Info, 19 septembre 2024 (consulté le 19 septembre 2024)
17. 1 2 3 4 5 6 7 8 9 10 11 12 13 14 15 16 17 18 19  « Stacked 55-car field confirmed for Fanatec GT World Challenge Europe Powered by AWS opener at Circuit Paul Ricard », sur gt-world-challenge-europe.com, SRO Motorsports Group, 28 mars 2024 (consulté le 28 mars 2024)
18. ↑  (da) « Sebastian Øgaard klar til GT World Challenge med Aston Martin », sur Boxengasse, 13 février 2024 (consulté le 13 février 2024)
19. 1 2 3 4 5  « List of Competitors, Drivers and Cars authorised to take part in the Competition V2 », sur gt-world-challenge-europe.com, SRO Motorsports Group, 5 avril 2024 (consulté le 7 avril 2024)
20. ↑  Davey Euwema, « Former Motocrosser Lismont to Make GT3 Debut With Comtoyou », sur Sportscar365, John Dagys Media, 10 janvier 2024 (consulté le 10 janvier 2024)
21. 1 2 3 4  Davey Euwema, « Kessel Returns to Endurance Cup After Two-Year Absence », sur Sportscar365, John Dagys Media, 11 janvier 2024 (consulté le 11 janvier 2024)
22. 1 2 3  Laurent Mercier et Pierre Tassel, « Prologue GTWC Europe - Les infos du mardi matin » , sur Endurance-Info, 5 mars 2024 (consulté le 5 mars 2024)
23. ↑  « Boutsen VDS under a lucky star from 2024 with Mercedes-AMG », Endurance-Info,‎ 14 décembre 2023 (lire en ligne, consulté le 14 décembre 2023)
24. 1 2 3  Laurent Mercier, « GTWC Europe - Un trio de choix en Endurance chez Boutsen VDS (Pro) », sur Endurance-Info, 8 mars 2024 (consulté le 8 mars 2024)
25. ↑  Martin Businaro, « Ulysse De Pauw confirmé sur la Mercedes Boutsen VDS aux 24 Heures de Spa », sur DH Les Sports+, 4 juin 2024 (consulté le 4 juin 2024)
26. ↑  Davey Euwema, « Ellis Completes Boutsen VDS Pro Lineup at Nürburgring », sur Sportscar365, John Dagys Media, 24 juillet 2024 (consulté le 24 juillet 2024)
27. ↑  Laurent Mercier, « Sérgio Sette Camara chez Boutsen VDS à Monza (GTWC Europe) », sur Endurance-Info, 13 septembre 2024 (consulté le 16 septembre 2024)
28. ↑  Laurent Mercier, « 24 H. de Spa - Les deux équipages Boutsen VDS constitués », sur Endurance-Info, 4 juin 2024 (consulté le 4 juin 2024)
29. 1 2 3 4 5 6  « Endurance Cup battle resumes as Fanatec GT Europe plots a course for the Nürburgring », sur gt-world-challenge-europe.com, SRO Motorsports Group, 22 juillet 2024 (consulté le 22 juillet 2024)
30. 1 2  (de) Jonas Plümer, « GT World Challenge Europe: Herberth Motorsport auch 2024 am Start », GT-Place.com,‎ 8 janvier 2024 (lire en ligne, consulté le 10 janvier 2024)
31. 1 2  (de) Jonas Plümer, « GT World Challenge Europe: Morris Schuring komplettiert Herberth Motorsport-Aufgebot », 13 mars 2024 (consulté le 13 mars 2024)
32. 1 2 3 4  « SSR Performance partners with Herberth Motorsport for CrowdStrike 24 Hours of Spa debut », SRO Motorsports Group,‎ 13 mai 2024 (lire en ligne, consulté le 13 mai 2024)
33. 1 2 3 4  Laurent Mercier, « Ceccato Racing de retour en GTWC Europe sur ses terres de Monza », sur Endurance-Info, 10 septembre 2024 (consulté le 13 septembre 2024)
34. 1 2 3 4 5 6 7  (de) Jonas Plümer, « GT World Challenge Europe: Grasser Racing Team bestätigt Endurance-Piloten », sur GT-Place.com, 1er mars 2024 (consulté le 1er mars 2024)
35. ↑  Pierre Tassel, « Le groupe Schumacher s'allie à CLRT », Endurance-Info,‎ 9 janvier 2024 (lire en ligne, consulté le 10 janvier 2024)
36. 1 2 3  « Güven, Heinrich, Boccolacci to share Pro class Porsche for Schumacher CLRT », sur gt-world-challenge-europe.com, SRO Motorsports Group, 26 février 2024 (consulté le 26 février 2024)
37. 1 2 3 4  « Phantom Global Racing to make 24-hour race debut at Spa », sur Endurance-Info, 15 mai 2024 (consulté le 15 mai 2024)
38. ↑  Daniel Lloyd, « Sainteloc Planning to Continue With Audi Next Year », John Dagys Media,‎ 8 août 2023 (lire en ligne, consulté le 8 août 2023)
39. 1 2 3  « Saintéloc Racing confirme ses premiers équipages Gold Cup pour 2024 », Endurance-Info,‎ 28 mars 2024 (lire en ligne, consulté le 28 mars 2024)
40. 1 2  Laurent Mercier, « GTWC / Paul Ricard - Les infos du jeudi », sur Endurance-Info, 4 avril 2024 (consulté le 4 avril 2024)
41. 1 2  Florian Defet, « GT World Ch. Endurance, Monza – EL1 : Les BMW M4 GT3 en verve », sur Endurance24, 21 septembre 2024 (consulté le 21 septembre 2024)
42. 1 2 3  Laurent Mercier, « GTWC Europe Nürburgring - Un nouveau trio chez Saintéloc Racing », sur Endurance-Info, 25 juillet 2024 (consulté le 25 juillet 2024)
43. ↑  Pierre Tassel, « Haas RT avec deux Audi R8 LMS GT3 aux 24 Heures de Spa », Endurance-Info,‎ 22 avril 2024 (lire en ligne, consulté le 22 avril 2024)
44. 1 2  « Brad Schumacher to race in centenary Crowdstrike 24 Hours of Spa », sur GT World Challenge Australia, SRO Motorsports Group, 14 juin 2024 (consulté le 15 juin 2024)
45. 1 2 3 4 5 6 7 8 9  « BMW M Team WRT ready for exciting Hypercar and GT challenges in 2024 », sur Team WRT, 2 février 2024 (consulté le 2 février 2024)
46. ↑  Gary Watkins, « Rossi to combine WEC with GTWCE outings for BMW in 2024 », Motorsport.com,‎ 24 janvier 2024 (lire en ligne, consulté le 24 janvier 2024)
47. 1 2 3 4 5 6 7 8 9 10  Pierre Tassel, « Tresor Attempto Racing’s lineup for the Fanatec GT World Challenge Europe powered by AWS 2024 Sprint and Endurance 2024 has been unveiled during the tests at Nürburgring », Endurance-Info,‎ 20 mars 2024 (lire en ligne, consulté le 20 mars 2024)
48. ↑  « Walkenhorst Motorsport joins forces with Aston Martin for three-car 2024 assault », SRO Motorsports Group,‎ 23 novembre 2023 (lire en ligne, consulté le 7 décembre 2023)
49. 1 2 3 4 5 6  « Walkenhorst Motorsport completes three-car Aston Martin line-up for 2024 », sur gt-world-challenge-europe.com, SRO Motorsports Group, 23 février 2024 (consulté le 23 février 2024)
50. 1 2 3  Davey Euwema, « Walkenhorst Sets Bronze Cup Lineup for Aston Switch », sur Sportscar365, John Dagys Media, 15 décembre 2023 (consulté le 15 décembre 2023)
51. ↑  Davey Euwema, « Garg to Make 24H Spa Debut With Walkenhorst », John Dagys Media,‎ 21 juin 2024 (lire en ligne, consulté le 21 juin 2024)
52. 1 2 3 4 5 6  Davey Euwema, « Morad Joins Winward for Endurance Campaign », John Dagys Media,‎ 4 mars 2024 (lire en ligne, consulté le 4 mars 2024)
53. 1 2 3 4 5 6 7 8 9 10 11  Pierre Tassel, « GTWC Europe - AF Corse au complet en Endurance Cup pour 2024 », Endurance-Info,‎ 6 mars 2024 (lire en ligne, consulté le 6 mars 2024)
54. 1 2  « Yifei Ye sur la Ferrari n°71 à Monza, Vincent Abril sur la n°51 (GTWC Europe) », sur Endurance-Info, 18 septembre 2024 (consulté le 18 septembre 2024)
55. 1 2 3 4  « The return of Sky-Tempesta Racing », sur Ferrari, 6 mars 2024 (consulté le 27 juin 2024)
56. ↑  Davey Euwema, « Dinamic Returns to Porsche After Ford Split », John Dagys Media,‎ 27 février 2024 (lire en ligne, consulté le 27 février 2024)
57. 1 2  « GTWC Europe / Nürburgring - Les infos du samedi », sur Endurance-Info, 27 juillet 2024 (consulté le 11 août 2024)
58. 1 2 3 4  « Full 2024 European endurance campaign incoming for 2 Seas Motorsport », sur Endurance-Info, 27 février 2024 (consulté le 27 février 2024)
59. ↑  Davey Euwema, « Bird Replaces Panciatici at 2 Seas for 24H Spa », John Dagys Media,‎ 18 juin 2024 (lire en ligne, consulté le 18 juin 2024)
60. 1 2 3  (de) Jonas Plümer, « GT World Challenge Europe: Lamborghini-Stars für Iron Lynx », sur GT-Place.com, 4 mars 2024 (consulté le 4 mars 2024)
61. 1 2 3 4  Davey Euwema, « Vervisch, Mies, Olsen Join Proton at Paul Ricard », John Dagys Media,‎ 28 mars 2024 (lire en ligne, consulté le 28 mars 2024)
62. 1 2 3 4 5 6  « Barwell launches two-car European assault with Lamborghini », SRO Motorsports Group,‎ 23 février 2024 (lire en ligne, consulté le 23 février 2024)
63. ↑  « Les brèves de la mi-journée du mercredi 27 mars », sur Endurance-Info, 27 mars 2024 (consulté le 27 mars 2024)
64. 1 2 3  (de) Jonas Plümer, « GT World Challenge Europe: Haupt Racing Team bestätigt Endurance Cup-Aufgebot », sur GT-Place.com, 14 mars 2024 (consulté le 14 mars 2024)
65. 1 2 3 4  Laurent Mercier, « GTWC Europe Nürburgring - Eastalent Racing avec une Audi pour Albert Costa », Endurance-Info,‎ 10 juillet 2024 (lire en ligne, consulté le 10 juillet 2024)
66. 1 2  « Madpanda Motorsport commits to full-season Fanatec GT Europe programme with Mercedes-AMG », sur gt-world-challenge-europe.com, SRO Motorsports Group, 8 février 2024 (consulté le 8 février 2024)
67. 1 2  « Prologue 24 H. de Spa - Les infos du mardi matin », sur Endurance-Info, 21 mai 2024 (consulté le 21 mai 2024)
68. ↑  « GTWCE - Tom Kalender complète l'équipage Madpanda Motorsport au Nürburgring », Endurance-Info,‎ 24 juillet 2024 (lire en ligne, consulté le 24 juillet 2024)
69. 1 2 3 4 5  « Rutronik confirms two-car Porsche programme, firms up first crew », sur gt-world-challenge-europe.com, SRO Motorsports Group, 2 février 2024 (consulté le 2 février 2024)
70. 1 2 3  « Rutronik Reveals World Challenge Europe Pro Class Line-Up », sur Dailysportscar, 9 février 2024 (consulté le 9 février 2024)
71. 1 2 3 4 5 6 7  « ROWE Racing to compete in GT World Challenge Europe and the 24h Nürburgring again in 2024 », Endurance-Info,‎ 31 janvier 2024 (lire en ligne, consulté le 31 janvier 2024)
72. 1 2  Davey Euwema, « Oosten, Frijns Added to Revamped ROWE Monza Lineup », sur Sportscar365, John Dagys Media, 17 septembre 2024 (consulté le 17 septembre 2024)
73. 1 2 3 4  Stephen Kilbey, « Mardenborough To Return To Spa 24 With RJN », sur Dailysportscar, 8 mai 2024 (consulté le 8 mai 2024)
74. 1 2  Laurent Mercier, « 24 H. de Spa - Du nouveau sur la liste des engagés », sur Endurance-Info, 18 juin 2024 (consulté le 18 juin 2024)
75. 1 2 3 4  Laurent Mercier, « Un tandem de choix chez CSA Racing en Sprint », Endurance-Info,‎ 26 mars 2024 (lire en ligne, consulté le 26 mars 2024)
76. 1 2 3 4 5 6 7 8 9 10  Pierre Tassel, « A trio of McLarens for GT World Challenge Europe », Endurance-Info,‎ 5 mars 2024 (lire en ligne, consulté le 5 mars 2024)
77. ↑  Davey Euwema, « Cottingham to Stand in for Ramos at Paul Ricard », sur Sportscar365, John Dagys Media, 4 avril 2024 (consulté le 4 avril 2024)
78. 1 2 3 4  « Rinaldi Racing returns for Endurance Cup programme with Ferrari », sur gt-world-challenge-europe.com, SRO Motorsports Group, 1er mars 2024 (consulté le 1er mars 2024)
79. 1 2 3  Daniel Herrero, « Triple Eight to race at Spa, Indy », Speedcafe,‎ 18 janvier 2024 (lire en ligne, consulté le 18 janvier 2024)
80. 1 2 3 4  « Century Motorsport confirms full-season Bronze Cup programme with BMW », sur gt-world-challenge-europe.com, SRO Motorsports Group, 25 mars 2024 (consulté le 25 mars 2024)
81. 1 2 3 4  Graham Goodwin, « HubAuto To Field Full Factory Porsche Line Up At 2024 Spa 24 Hours », sur Dailysportscar, 16 mai 2024 (consulté le 16 mai 2024)